# Axel von Rosen (1624–1679)
Axel von Rosen, född 20 augusti 1624 på slottet Koporje i Livland, död 12 december 1679 i Stockholm, var en livländsk-svensk ämbetsman.
von Rosen växte upp på slottet Koporje i Ingermanland, där hans far också var ståthållare inom det svenska riket. Han studerade i Sverige under tolv år, bland annat juridik vid Uppsala universitet, under ledning av Johan Skytte, som var vän till fadern. Därefter gjorde han en flerårig grand tour i Europa.
Vid återkomsten till Livland arbetade han i statstjänst. Han tjänstgjorde vid hovrätten i Dorpat och var ståthållare i Reval 1675–1678. von Rosen lät uppföra von Rosenska palatset vid Pikkgatan i Reval på en tomt som hans far hade förvärvat. Han var också ägare av Roosna-Alliku och Viisu herrgårdar  i Järvamaa. 
Axel von Rosen var son till köpmannen Bogislaus Rose (senare von Rosen, 1572–1658) och Magdalene Stamphel (död 1654). Faderns familj invandrade i slutet av 1500-talet till Reval, nuvarande Tallinn, i Livland från Pommern och fadern adlades av Gustav II Adolf 1617. Axel von Rosen gifte sig 1664 med Helene Dorothea von Wrangel och fick fem barn, bland andra militären och politikern Bengt Gustav von Rosen (1665–1725) och Margaretha von Rosen, gift med militären och domaren Georg Johann von Stackelberg (1697–1766).